# Mỹ Thạnh, Tây Ninh
Mỹ Thạnh là một xã thuộc tỉnh Tây Ninh, Việt Nam.

## Địa lý
Xã Mỹ Thạnh có vị trí địa lý:
- Phía đông giáp xã Bình Đức.
- Phía tây giáp xã Tân Tây và xã Mỹ An.
- Phía nam giáp xã Thủ Thừa.
- Phía bắc giáp xã Tân Long.

Xã Mỹ Thạnh có diện tích tự nhiên là 63,7 km², quy mô dân số năm 2025 là 26.530 người.

## Lịch sử
Sau ngày 30 tháng 4 năm 1975, địa bàn xã Mỹ Thạnh hiện nay vốn là xã Long Ngãi Thuận và một phần các xã Bình Phong Thạnh, Nhị Thành thuộc huyện Thủ Thừa, tỉnh Long An.
Ngày 20 tháng 9 năm 1975, Bộ Chính trị Ban Chấp hành Trung ương Đảng Lao động Việt Nam ban hành Nghị quyết số 245-NQ/TW về việc bỏ khu, hợp tỉnh. Theo đó, dự kiến hợp nhất những tỉnh Mỹ Tho, Gò Công, Long An và Bến Tre thành một tỉnh mới, tỉnh được hợp lại sẽ đề nghị Nhà nước quyết định tên và và tỉnh lỵ của tỉnh mới.
Ngày 20 tháng 12 năm 1975, Bộ Chính trị Ban Chấp hành Trung ương Đảng Lao động Việt Nam ban hành Nghị quyết số 19/NQ về việc điều chỉnh hợp nhất một số tỉnh ở miền Nam. Theo đó, dự kiến hợp nhất các tỉnh Long An và Kiến Tường thành một tỉnh mới.
Ngày 24 tháng 2 năm 1976, Hội đồng Chính phủ Cách mạng lâm thời Cộng hòa miền Nam Việt Nam ban hành Nghị định về việc giải thể khu, hợp nhất tỉnh ở miền Nam Việt Nam. Theo đó, địa giới tỉnh Long An (mới) gồm tỉnh Long An (cũ) và tỉnh Kiến Tường.
Ngày 11 tháng 3 năm 1977, Hội đồng Chính phủ ban hành Quyết định số 54-CP về việc hợp nhất một số huyện thuộc tỉnh Long An. Theo đó, hợp nhất huyện Bến Lức và huyện Thủ Thừa thành một huyện lấy tên là huyện Bến Thủ, xã Mỹ Lạc Thạnh và một phần các xã Bình Phong Thạnh, Nhị Thành thuộc huyện Bến Thủ.
Ngày 15 tháng 9 năm 1981, Hội đồng Bộ trưởng ban hành Quyết định số 71-HĐBT về việc chia xã Nhị Thành thành xã Nhị Thành và xã Tân Thành thuộc huyện Bến Thủ, tỉnh Long An. Theo đó, chia xã Nhị Thành thành hai xã lấy tên là xã Nhị Thành và xã Tân Thành thuộc huyện Bến Thủ, tỉnh Long An.
Ngày 14 tháng 1 năm 1983, Hội đồng Bộ trưởng ban hành Quyết định số 5-HĐBT về việc phân vạch địa giới một số huyện, xã và thị xã thuộc tỉnh Long An. Theo đó:
- Chia huyện Bến Thủ thành 2 huyện lấy tên là huyện Bến Lức và huyện Thủ Thừa, xã Tân Thành thuộc huyện Thủ Thừa.
- Chia xã Mỹ Lạc Thạnh thành 2 xã lấy tên xã Mỹ Lạc và xã Mỹ Thạnh [thuộc huyện Thủ Thừa].
- Chia xã Bình Phong Thạnh thành 2 xã lấy tên xã Bình Thạnh và xã Bình An [thuộc huyện Thủ Thừa].

Ngày 18 tháng 7 năm 2019, Hội đồng nhân dân tỉnh Long An ban hành Nghị quyết số 43/NQ-HĐND về việc sắp xếp ấp, khu phố thuộc xã, phường, thị trấn trên địa bàn tỉnh Long An. Theo đó, sáp nhập toàn bộ diện tích tự nhiên và dân số của Ấp 2 vào Ấp 1 thuộc xã Tân Thành, huyện Thủ Thừa.
Ngày 12 tháng 6 năm 2025, Quốc hội khóa XV ban hành Nghị quyết số 202/2025/QH15 về việc sắp xếp đơn vị hành chính cấp tỉnh. Theo đó, sắp xếp toàn bộ diện tích tự nhiên, quy mô dân số của tỉnh Long An và tỉnh Tây Ninh thành tỉnh mới có tên gọi là tỉnh Tây Ninh.
Trước khi sắp xếp:
- Xã Bình An có diện tích tự nhiên là 10,57 km², quy mô dân số năm 2025 là 8.775 người[3] với 4 ấp: An Hòa 1, An Hòa 2, Long Thạnh, Vàm Kinh[11][12].
- Xã Mỹ Lạc có diện tích tự nhiên là 17,38 km², quy mô dân số năm 2025 là 7.852 người[3] với 4 ấp: 1, 2, 3, 4[11][13].
- Xã Mỹ Thạnh có diện tích tự nhiên là 17,2 km², quy mô dân số năm 2025 là 7.929 người[3] với 5 ấp: 1, 2, 3, 4, 5[11][14].
- Xã Tân Thành có diện tích tự nhiên là 39,59 km², quy mô dân số năm 2025 là 7.079 người[3] với 4 ấp: 1, 3, 4, 5[11][15]. Trong đó có diện tích tự nhiên là 18,56 km² và quy mô dân số là 1.974 người sắp xếp về xã Mỹ Thạnh[3].

Ngày 16 tháng 6 năm 2025, Ủy ban Thường vụ Quốc hội khóa XV ban hành Nghị quyết số 1682/NQ-UBTVQH15 của Ủy ban Thường vụ Quốc hội khóa XV về việc sắp xếp các đơn vị hành chính cấp xã của tỉnh Tây Ninh năm 2025. Theo đó, sắp xếp toàn bộ diện tích tự nhiên, quy mô dân số của các xã Bình An, Mỹ Lạc, Mỹ Thạnh và phần còn lại của xã Tân Thành (huyện Thủ Thừa) thành xã mới có tên gọi là xã Mỹ Thạnh.